# Rajasaurus narmadensis
Il rajasauro (Rajasaurus narmadensis) era un dinosauro carnivoro di grosse dimensioni vissuto nel Cretacico superiore (Maastrichtiano, circa 70 milioni di anni fa) in India.

## Descrizione

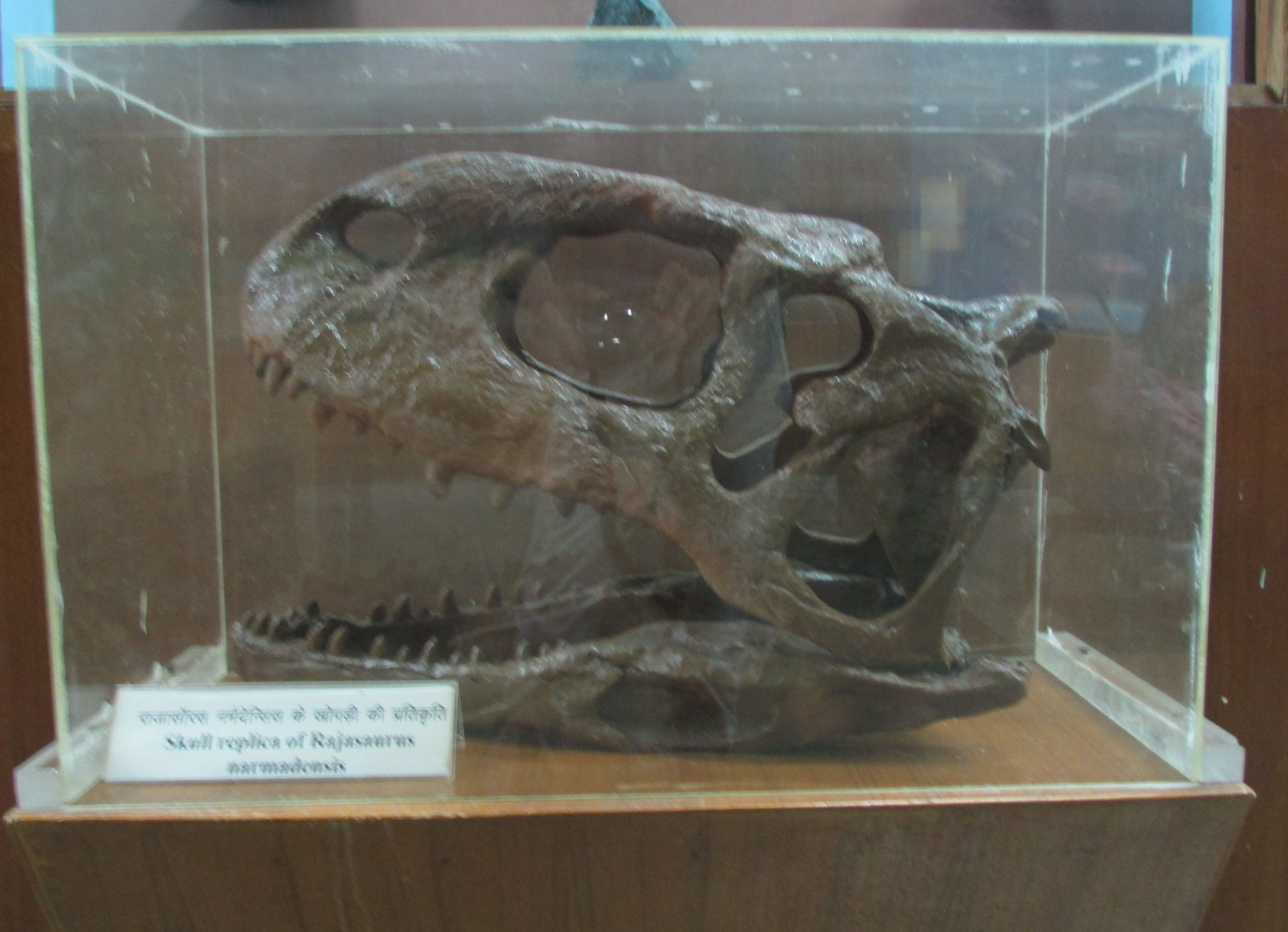
Cranio di Rajasaurus narmadensis

L'aspetto di questo animale era impressionante: il rajasauro è uno dei dinosauri carnivori più robusti mai rinvenuti. La testa era corta e profonda, fornita di una strana "cresta - corno" divisa in due, caratteristica simile ad altri animali affini, gli abelisauridi. Il rajasauro era lungo circa sette metri e alto tre, e doveva essere il massimo predatore del suo habitat. Le ossa dello scheletro indicano che la corporatura di questo dinosauro doveva essere davvero massiccia, e probabilmente non era un veloce corridore ma attaccava le sue prede con agguati rapidi e precisi, utilizzando la sua enorme mole per abbatterle.

## Classificazione
Descritto nel 2003 sulla base di resti piuttosto completi rinvenuti in India (Gujarat e Madhya Pradesh) negli anni '80, il rajasauro è stato subito riconosciuto come un appartenente agli abelisauridi, un gruppo di dinosauri carnivori primitivi caratteristici dei continenti meridionali. In particolare, la forma del cranio sembrerebbe suggerire più strette parentele con Majungasaurus (Majungasaurinae) del Madagascar rispetto a Carnotaurus (Carnotaurinae) dell'Argentina. Questi dinosauri, così simili tra loro eppure rinvenuti in posti così distanti, si evolsero quando ancora l'India, il Madagascar e il Sudamerica erano uniti, insieme all'Antartide, in ciò che rimaneva dell'antico supercontinente Gondwana. Prima della scoperta di Rajasaurus erano stati rinvenuti in India altri resti frammentari attribuiti ad abelisauridi (ad esempio Indosaurus e Indosuchus); lo studio dei nuovi resti più completi potrebbe far luce sulla tassonomia degli abelisauri del subcontinente indiano. Un altro abelisauro indiano di grandi dimensioni, rinvenuto negli stessi luoghi, è lo snello Rahiolisaurus.